# 常光寺 (加古川市)
常光寺（じょうこうじ）とは、臨済宗妙心寺派の寺院である。山号は天徳山である。播磨西国三十三箇所を定めた南室和尚が入寂した寺であり、客番札所である。

## 縁起
常光寺は、1336年（建武3年）足利尊氏が法燈国師より数えて4代目の別峯円光国師を奉じて開山した。七堂伽藍、三重の宝塔を備え、大いに栄えたが、その後、火災に遭い衰退した。永正年間に赤松義村によって再興され、平原山祥光寺と号した。天正年間、兵火のため焼失したが、永禄年間、賀古氏入道寿謙が再興のため当時の領主である池田輝政に願い出て、一宇の殿堂を建立して常光寺と号した。1648年（慶安元年）、赤松氏の後裔である南室禅師（1591（天正19年）- 1671（寛文11年））が、姫路の慶雲寺より招請され、中興開山の祖とした。この時、山号を「平原山」から「天徳山」に改めた。間もなく、寺宇、仏像、寺宝などを焼失したが、万治年間、南室和尚により再建された。その後、五世厳洞和尚、十二世鉄牛和尚が復興に力を尽くし、禅堂、部家、食堂などの諸堂が建設され、三十名門外の雲水の修行道場となった。

## 境内
- 山門
- 中門
- 庫裏
- 鐘楼
- 方丈
- 稲荷神社
- 南室禅師墓
- 五輪塔 - 再興に尽くした赤松義村の墓と伝えられる

## 本尊
- 十一面観音立像 - 行基菩薩作と伝えられる

## 寺宝
- 大燈国師筆 一幅
- 明顔暉筆達磨画像
- 守馬遠筆山水画
- 然可翁筆寒山捨得
- 白隠禅師筆山水画

## 行事
- 1月1日 - 修正会・大般若祈祷会
- 2月15日 - 涅槃会
- 3月 - 彼岸会
- 5月8日 - 花祭
- 8月18日 - 盂蘭盆
- 9月 - 彼岸会
- 12月8日 - 浄土会

●2016年4月24日 第17代宗瞬和尚晋山式 
```
                      10時より・稚児行列有り
```

## アクセス
JR山陽本線加古川駅から神姫バス 神野行き又は甲南加古川病院行きに乗車、「東神野バス停」下車 東南方向へ約200ｍ。

## 御詠歌
ありがたや　てんとくさんの　いただきに　まつのまにまに　みゆるかんのん

## 付近の施設
- 加古川市立神野小学校
- 加古川市立山手中学校
- 兵庫県立加古川医療センター
- 甲南加古川病院